# Piaf (opera teatrale)
Piaf è un'opera teatrale della drammaturga britannica Pam Gems, portata al debutto dalla Royal Shakespeare Company e Stratford-upon-Avon nel 1978. 

## Trama
La pièce ripercorre la vita di Édith Piaf dalla giovinezza alla morte. Da povera cantante di strada, Piaf si fa strada grazie al suo talento canoro, riconosciuto per primo dall'impresario Louis Leplée, che la ribattezza "La Môme Piaf" e la fa cantare nei suoi cabaret. La misteriosa morte del produttore porta Piaf sotto indagine della polizia francese, ma ormai il suo talento è stato scoperto e rapidamente, ma non senza dolori, la cantante diventa una star prima nazionale e poi mondiale. La vita dell'artista non diventa mai semplice e, pur trovando una grande amica in Marlene Dietrich, deve affrontare da sola il precoce declino fisico causato dall'abuso di barbiturici e la morte improvvisa del suo grande amore Marcel Cerdan. Dopo le ultime delusioni, Piaf soccombe alla cirrosi epatica causata dall'alcolismo, non senza però riaffermare la sua mancanza di rimpianti con la canzone Non, je ne regrette rien.

## Storia delle rappresentazioni
Howard Davies curò la prima del dramma, andato in scena al The Other Place di Statford-upon-Avon il 5 ottobre 1978, con un cast che comprendeva Jane Lapotaire nel ruolo de La Môme Piaf, Zoë Wanamaker nella parte di Toine e un giovane Ian Charleson in quella di Pierre. La pièce fu la prima opera di una drammaturga contemporanea ad essere messa in scena dalla Royal Shakespeare Company. Nonostante alcune riserve da parte della critica sulla qualità della scrittura della Gems, la pièce ottenne un grande successo di pubblico, dovuto soprattutto all'apprezzatissima interpretazione di Jane Lapotaire nel ruolo eponimo. Piaf fu quindi riproposta con lo stesso cast al Gulbenkian Studio di Newcastle-upon-Tyne nella primavera del 1979 e alla Donmar Warehouse di Londra dal 15 giugno dello stesso anno. Il dramma si rivelò ancora una volta un successo e al termine delle repliche fu trasferito nel più capiente Aldwhich Theatre del West End nel dicembre del 1979 e poi ancora al Piccadilly Theatre e al Wyndham’s Theatre di Londra, dove rimase in scena ininterrottamente fino al febbraio 1981. Per la sua interpretazione, Jane Lapotaire vinse il Laurence Olivier Award alla miglior attrice nel 1979.
Dato il successo sulle scene londinesi, la Royal Shakespeare Company trasferì l'allestimento a Broadway, dove rimase in scena al Plymouth Theatre dal 5 febbraio al 28 giugno 1981, per un totale di 174 repliche. Davies ancora una volta curava la regia, Jane Lapotaire interpretava Piaf e Zoe Wanamaker Toine; nuovi membri del cast includevano invece Jean Smart nel ruolo di Marlene e Judith Ivey in quello di Madelaine. Ancora una volta la performance della Lapotaire ottenne grandi plausi di critica e pubblico, vincendo anche il Tony Award alla miglior attrice protagonista in un'opera teatrale; Wanamaker ottenne invece una candidatura al premio per la migliore attrice non protagonista. Prima del debutto a Broadway, la pièce aveva avuto un mese di rodaggio al Forrest Theatre di Filadelfia.
Dato il successo di Piaf a Londra e Broadway, diverse produzioni vennero allestite nel Regno Unito a pochi mesi dal debutto. Imelda Staunton interpretò la protagonista nel 1980, in un allestimento della Nottingham Playhouse, mentre nel 1984 Lesley Mackie ricoprì i panni della celebre chanteuse a Perth. Il successo internazionale non tardò e nella stagione 1983-1983 Piaf fu proposto in Argentina e Brasile. Nel 1993 l'attrice teatrale inglese Elaine Paige si assicurò i diritti per un revival londinese del dramma, con la stessa Paige nel ruolo della protagonista e Peter Hall alla regia; ancora una volta, le recensioni fecero notare una certa fragilità nella scrittura, ma unanimi furono le lodi per l'interpretazione della Paige, candidata al Laurence Olivier Award alla migliore attrice in un musical. Il revival rimase in scena al Piccadilly Theatre di Londra dal 13 dicembre 1993 al 18 giugno 1994.
Jamie Lloyd diresse un secondo revival londinese per la Donmar Warehouse nel 2008 ed il suo allestimento rimase in scena dall'8 agosto al 20 settembre, prima di essere riproposto nel più capiente Vaudeville Theatre del West End dal 16 ottobre al 20 gennaio 2009. Elena Roger interpretava Piaf, Luke Evans ricopriva il quadruplice ruolo di Jean/Raymond/Soldato tedesco/Yves e Stuart Neal interpretava Charles e Georges. Elena Roger ricevette recensioni estremamente positive, vinse il Laurence Olivier Award alla migliore attrice in un musical e tornò a ricoprire il ruolo in un tour spagnolo e dell'Argentina. Nel 2013 una produzione regionale inglese è andata in scena al Cruve Theatre di Leicester con Frances Ruffelle nel ruolo di Piaf, a cui si alternava Madalena Alberto per una delle otto repliche settimanali. Paul Kerryson curava la regia, mentre il resto del cast annoverava anche Laura Pitt-Pulford nel ruolo di Toine.